# Église Saint-Michel de Lagrasse
L'église Saint-Michel est une église située en France à Lagrasse, dans le département de l'Aude en région Occitanie.
Elle fait l'objet d'un classement au titre des monuments historiques depuis 1925.

## Localisation
L'église est située sur la commune de Lagrasse, dans le département français de l'Aude.

## Historique
L'édifice est classé au titre des monuments historiques par arrêté du 23 avril 1925.
Sa construction remonte au 4e quart du 14e siècle et au 15e siècle.

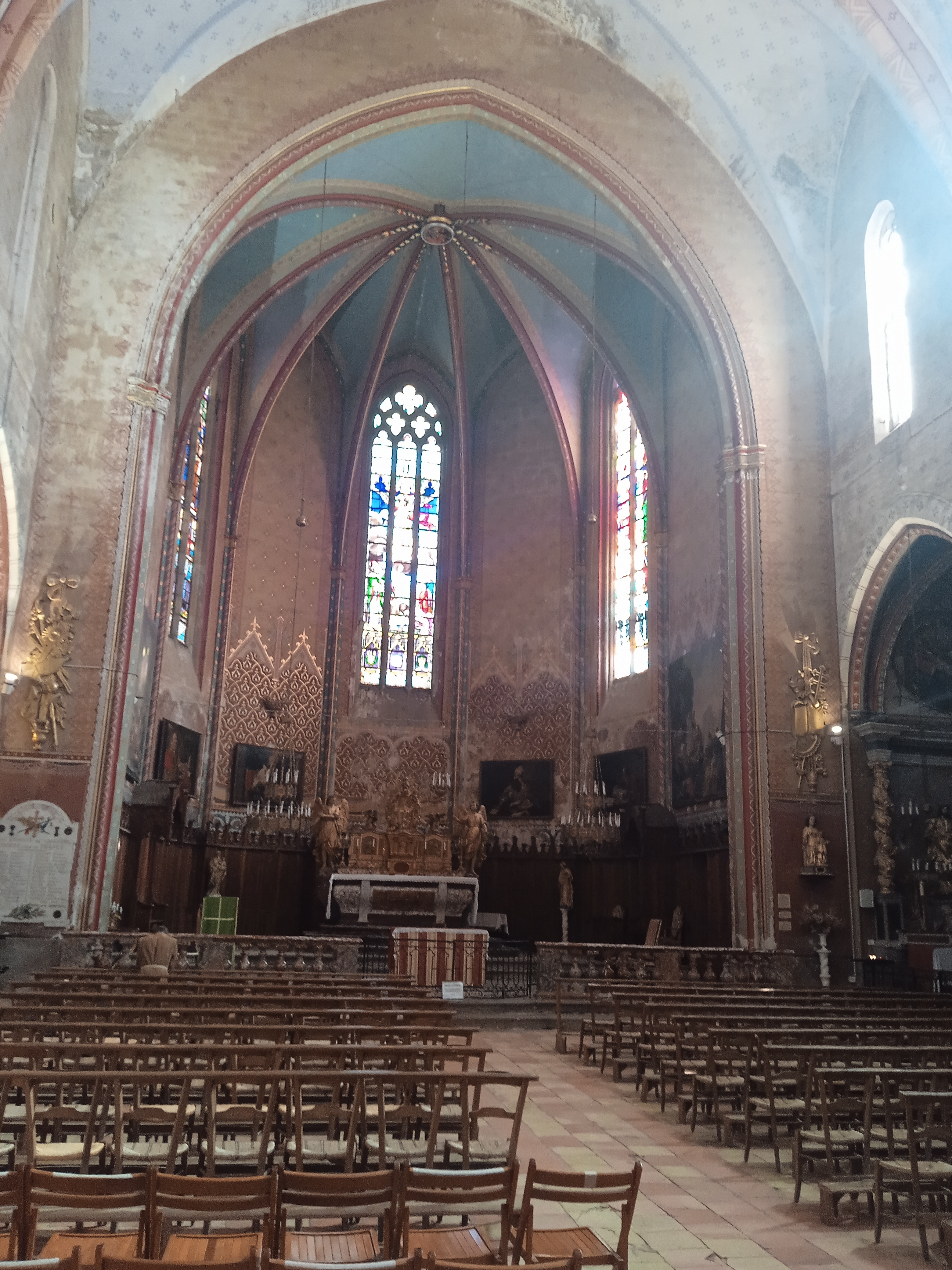
Chœur de l'église Saint-Michel à Lagrasse.
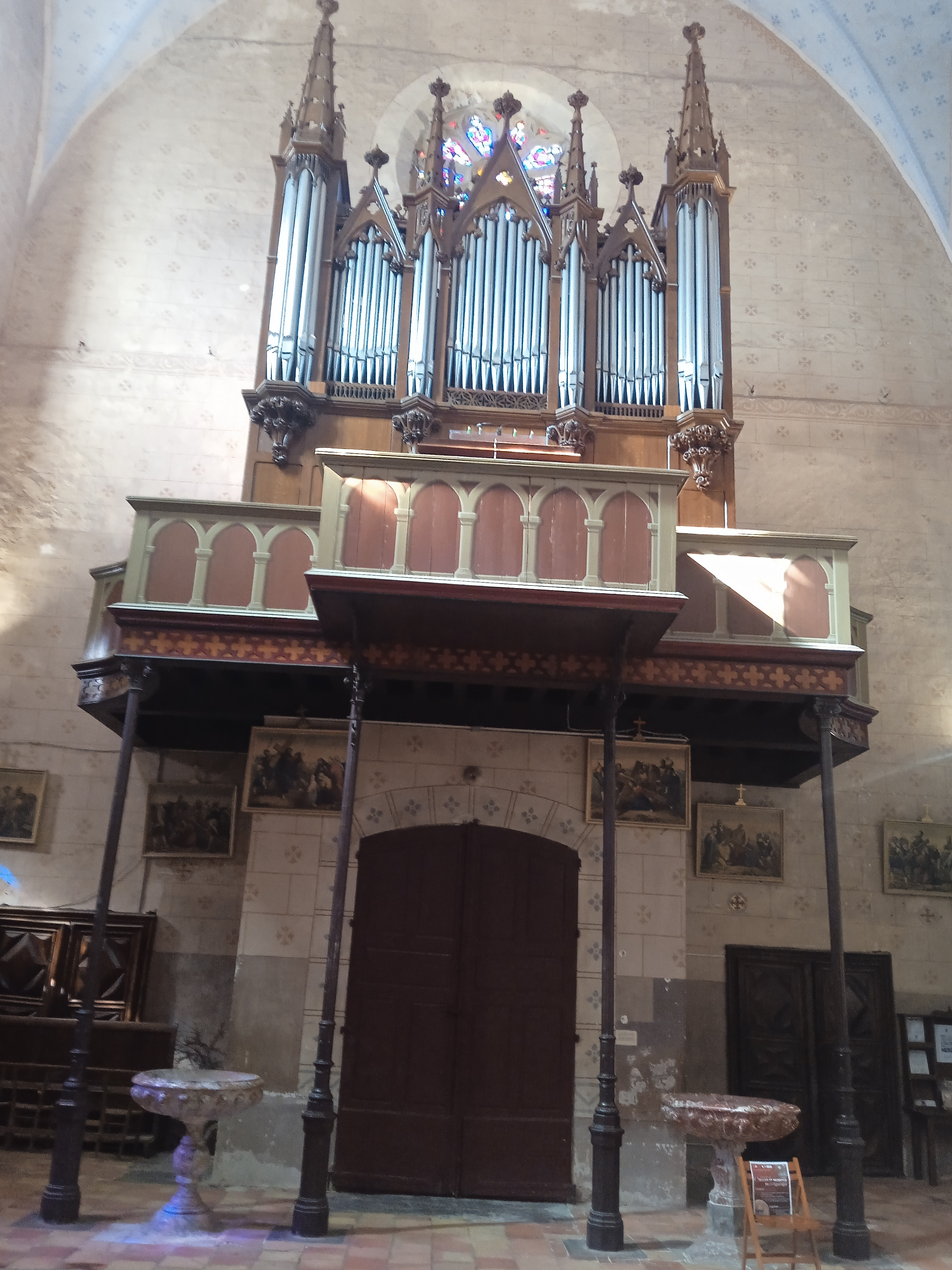
Orgue de l'église.
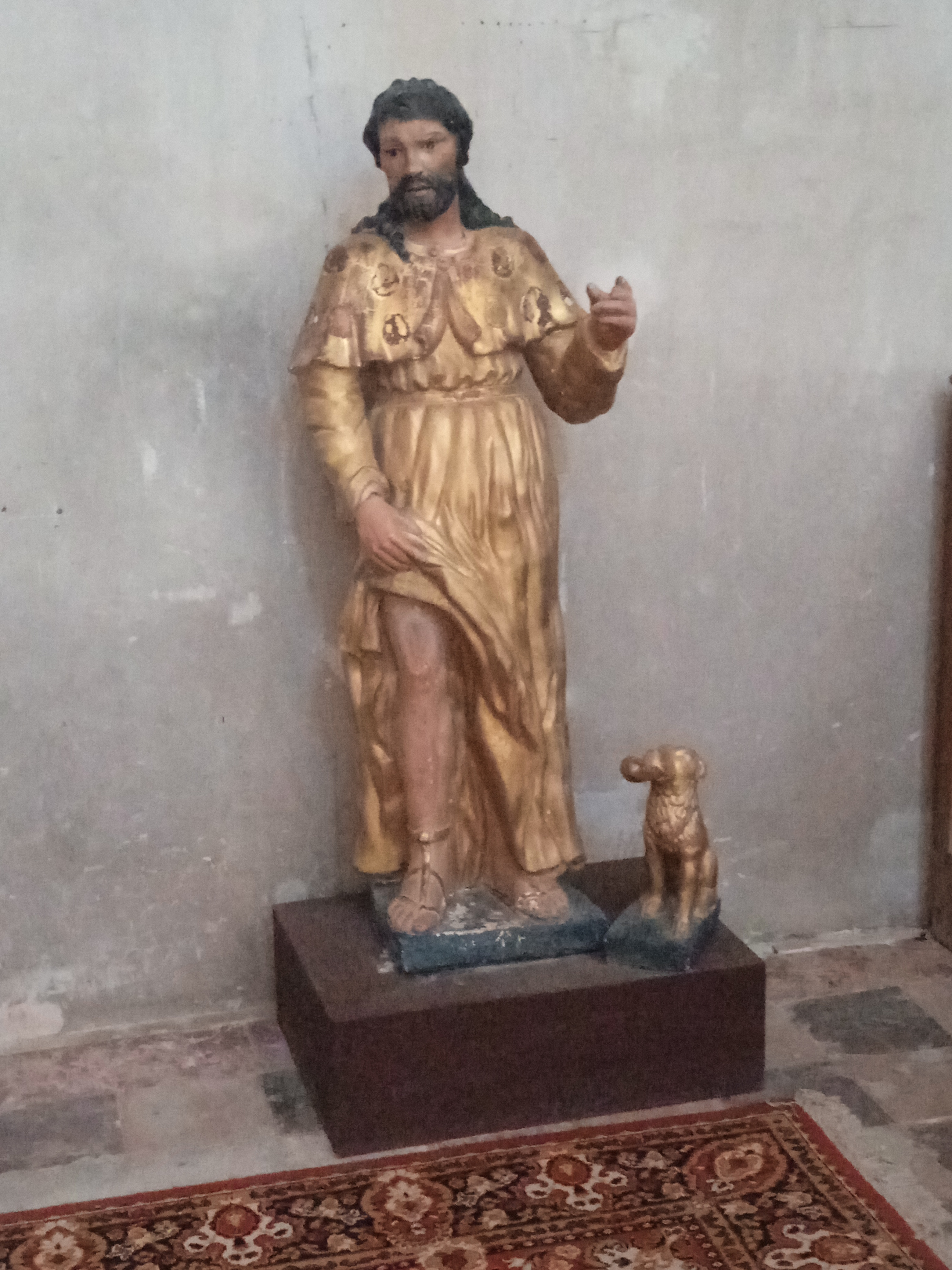
Statue en terre cuite polychrome et dorée Saint Roch et son chien (XVIIIe siècle).
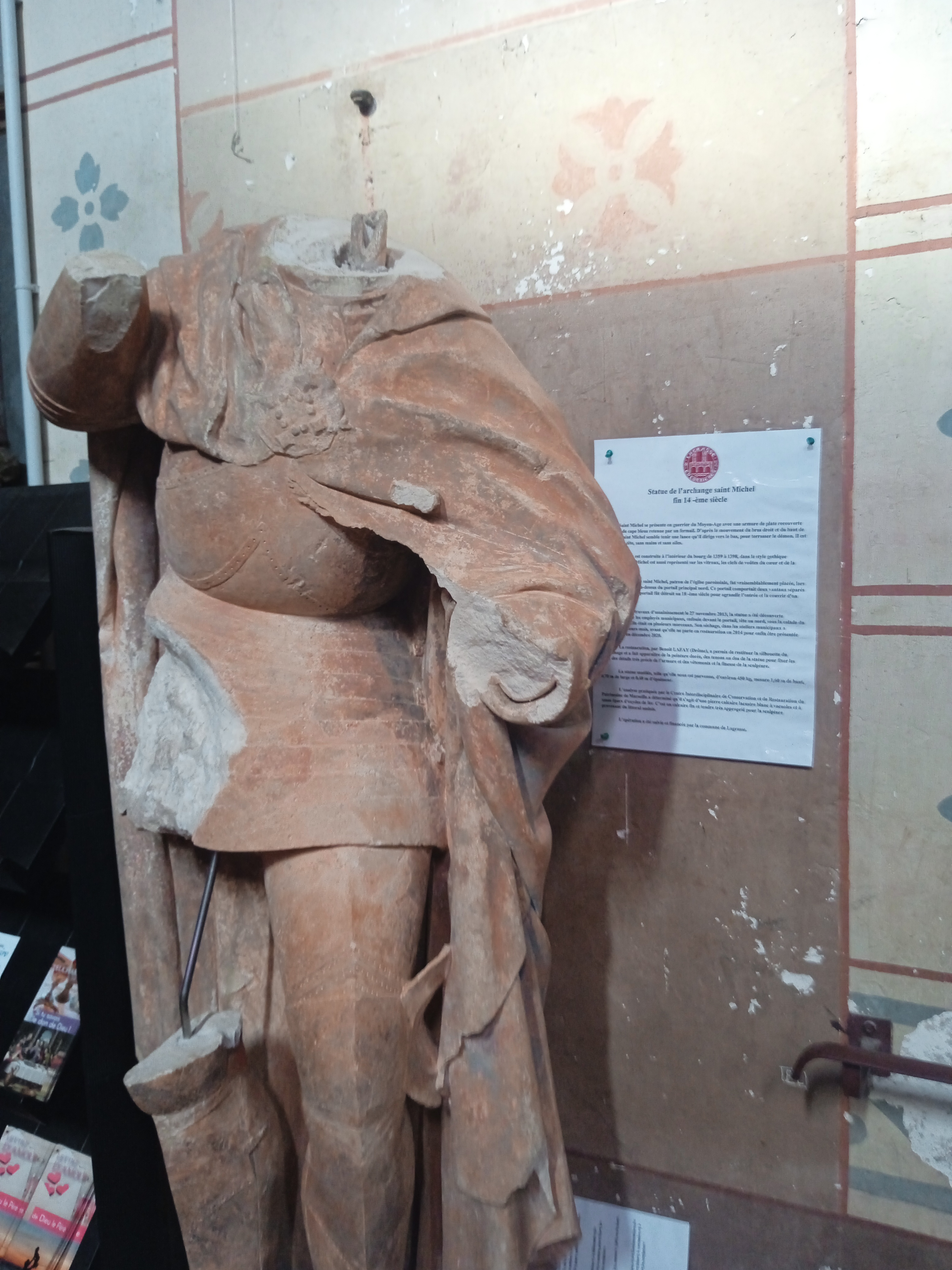
Statue de l'archange Saint Michel. Cette statue du XIVe siècle était placée vraisemblablement au-dessus du portail principal nord. Le portail est détruit au XVIIIe siècle et la statue disparait. Elle est retrouvée en plusieurs morceaux le 27 novembre 2013 lors de travaux d'assainissement devant le portail. Partie en restauration en 2014, elle est présentée à l'église en décembre 2020.